# كأس الملك السعودي 1977
كأس الملك السعودي 1977 أو ما يعرف باسم كأس جلالة الملك المعظم 1397، هي مباراة النهائي من مسابقة النسخة التاسعة عشر من بطولة كأس خادم الحرمين الشريفين على كأس حضرة صاحب الجلالة الملك خالد المعظم وتشريف جلالته للمباراة، وحضور الأمير عبدالله بن عبدالعزيز والأمير سلمان بن عبدالعزيز والرئيس العام لرعاية الشباب الأمير فيصل بن فهد بن عبدالعزيز، أقيمت المباراة في العاصمة الرياض على ملعب رعاية الشباب بالرياض (الملز) يوم الجمعة 6 جمادي الثاني 1397 هجرية بين نادي الهلال من الرياض وونادي الأهلي من جدة في مباراة شهدت حضور 20.000 متفرج بحسب ما أعلنه التلفزيون السعودي الناقل للمباراة، وفاز بها الأهلي بعد تغلبه على نادي الهلال بنتيجة 3–1.
تعتبر هذا المباراة أول مواجهة بين نادي الهلال ونادي الأهلي في مسابقة كأس الملك منذ انطلاقتها عام 1957 ميلادية، وثالث مواجهة بين الفريقي في الموسم الرياضي 1396-97 هجرية في مسابقة الدوري تعادل الفريقين سلبياً ذهاباً في مدينة جدة فيما تمكن نادي الهلال من الفوز أياباً بنتيجة 3-2 في مدينة الرياض.
بالرغم من عدم وجود فرص محقق لنادي الهلال خلال الشوط الأول على عكس العديد من الفرص لنادي الأهلي ويعود الفضل في نظافة الشباك للحارس الهلال ابراهيم اليوسف في التصدي للعديد من الهجامات الأهلاوية وينتهي الشوط الأول بالتعادل السلبي بين الفريقين، الا انه ومع بداية الشوط الثاني من المباراة تمكن نادي الهلال من التقدم بهدف عن طريق كابتن سلطان بن نصيب بعد عرضية من ظهير الهلال الأيمن غازي سعيد التي استقبلها كابتن سلطان ويركلها على يمين حارس المرمى الرواس ويحرز هدف التقدم لنادي الهلال، بعد تشريف جلالة الملك خالد للمباراة منتصف الشوط الثاني بقليل تمكن نادي الأهلي من عن طريق احراز هدف التعادل من تسديد صاروخية من حارج المنطقة، بعد دقيقة تمكن أحمد الصغير من تسديد ركلة حرة مباشرة من احراز هدف التقدم للثاني لنادي الأهلي وتسكن على يسار مرمى ابراهيم اليوسف، استمرار الأهلي استغلال الارتباك الدفاعي لنادي الهلال عندما تمكن سعد الحربي من احراز الهدف الثالث من تمريرة أحمد الصغير، بهذا الفوز حقق نادي الأهلي اللقب السابع لبطولة كأس الملك وحرم نادي الهلال من جمع بين الكأس الى وأول دوري ممتاز الذي توج فوز نادي الهلال عام 1397 هجري.

## عن الفريقين
| الفريق | نهائيات سابقة (الخط العريض يشير لسنة الفوز)                  |
| ------ | ------------------------------------------------------------ |
| الأهلي | 6 (1963، 1966، 1970 (13)، 1970 (14)، 1971، 1973، 1974، 1976) |
| الهلال | 2 (1962، 1964، 1965، 1969)                                   |

### تفاصيل النهائي
| الهلال                                       | 1–3 | الاهلي                           |
| -------------------------------------------- | --- | -------------------------------- |
| س.نصيب 53' · فهد الحبيشي 77' · غازي سعيد 88' |     | 76'، 74' 55' الصغير · 83' الحربي |

| الهلال | الأهلي |

| الهلال: من الرياض رئيس النادي: هذلول بن عبد العزيز آل سعود التشكيل الاساسي للفريق: |    |                           |     |
|                                                                                    |    |                           |     |
| حارس                                                                               | 1  | إبراهيم اليوسف (كابتن)    |     |
| دفاع                                                                               | 12 | ناصر الشايع               |     |
| دفاع                                                                               | 5  | عبدالرحمن بشير (الغول)    |     |
| دفاع                                                                               | 18 | بداح القحطاني             |     |
| دفاع                                                                               | 14 | غازي سعيد                 |     |
| وسط                                                                                | 7  | فهد الحبشي                |     |
| وسط                                                                                | 8  | عبدالله فوده (العمدة)     |     |
| وسط                                                                                | 19 | مرزق سعيد                 |     |
| هجوم                                                                               | 15 | ناجي عبدالمطلوب           | 85' |
| هجوم                                                                               | 10 | سلطان بن نصيب             |     |
| هجوم                                                                               | 13 | سمير سلطان                |     |
| مقاعد البدلاء:                                                                     |    |                           |     |
| حارس                                                                               |    | خالد فهمي                 |     |
| دفاع                                                                               | 4  | صالح النعيمة              |     |
| دفاع                                                                               | 17 | عبدالله العمار            |     |
| وسط                                                                                | 11 | فهد عبدالواحد (فهودي)     | 85' |
| هجوم                                                                               | 9  | عبد الرحمن القصاب (شمروخ) |     |
| المدرب:                                                                            |    |                           |     |
| جورج سميث                                                                          |    |                           |     |

| الأهلي: من جدة رئيس النادي: خالد بن عبد الله بن عبد العزيز آل سعود التشكيل الاساسي للفريق: |    |                            |     |
|                                                                                            |    |                            |     |
| حارس                                                                                       | 1  | عادل رواس                  |     |
| دفاع                                                                                       | 5  | ابراهيم صالح (ظهير أيسر)   |     |
| دفاع                                                                                       | 4  | وحيد جوهر                  |     |
| دفاع                                                                                       | 17 | عبدالرزاق أبو داود (كابتن) |     |
| دفاع                                                                                       | 2  | فهد عيد (ظهير أيمن)        |     |
| وسط                                                                                        | 6  | إدريس آدم                  |     |
| وسط                                                                                        | 10 | طارق كيال                  |     |
| وسط                                                                                        | 9  | أحمد الصغير                |     |
| هجوم                                                                                       | 13 | معتمد خوجلي                |     |
| هجوم                                                                                       | 7  | فؤاد رزق                   |     |
| هجوم                                                                                       | 11 | إسماعيل حفني               | 60' |
| مقاعد البدلاء:                                                                             |    |                            |     |
| حارس                                                                                       |    | خالد صدقه                  |     |
| دفاع                                                                                       |    | محمد عنبر                  |     |
| دفاع                                                                                       |    | عبدالله عمر                |     |
| وسط                                                                                        |    | وجدي الطويل                |     |
| هجوم                                                                                       | 16 | سعد الحربي                 | 60' |
| المدرب:                                                                                    |    |                            |     |
| ديدي                                                                                       |    |                            |     |

| طاقم التحكيم حكم الخط: محمد المرزوق (السعودية) مثيب الجعيد (السعودية) الحكم الرابع: منيع الخليوي (السعودية) | قواعد المباراة: - 90 دقيقة - يتم اللجوء إلى 30 دقيقة إضافية إذا انتهت ال90 دقيقة بالتعادل - يتم اللجوء إلى ركلات الترجيح - يتم لعب ركلات مقسمة بين الفريقين بالتساوي على أنه إذا استمر التعادل يتم إضافة ركلة لكل فريق إلى أن تنتهي المباراة. |